# 8078 Carolejordan
8078 Carolejordan è un asteroide della fascia principale. Scoperto nel 1986, presenta un'orbita caratterizzata da un semiasse maggiore pari a 2,4211354 UA e da un'eccentricità di 0,2162136, inclinata di 4,18188° rispetto all'eclittica.